# Xenologie
Die Xenologie (altgriechisch ξένος xénos „Fremder“ und -logie), auch Fremdheitsforschung, befasst sich mit Erscheinungsformen und Einschätzungen kultureller Fremdheit, Interdependenz von Fremdem und Eigenem (das heißt, dass das Fremde nur aus eigener Sicht fremd ist), interkulturellen Verständigungsproblemen, Formen und Funktionen von Stereotypen, Vorurteilen und Xenophobie.

## Die Konzeptualisierung des Fremden
Die entscheidende wissenschaftliche Bestimmung des Begriffs des Fremden inklusive dessen Sinn stiftende Definition durch den Mythos folgte der erkenntniskritischen Auseinandersetzung mit dem standardisierten Wissenschaftsverständnis in der Geistesgeschichte, welche durch die Arbeit an der Xenologie die Umwidmung des Beiworts „fremd“ mit seinem attributiven Gebrauch zu einem für sich selbst bestehenden Wort, zum Substantiv, ermöglichte.

## Begriffsgeschichte
Der Begriff Xenologie wurde erstmals von Léopold-Joseph Bonny Duala-M'bedy aus Kamerun eingeführt. In seinem 1977 erstmals erschienenen Werk zur Xenologie – Die Wissenschaft vom Fremden und die Verdrängung der Humanität in der Anthropologie - setzte er sich kritisch mit dem Denken über den Fremden auseinander. Die Ergebnisse seiner Analysen subsumiert er mit Hilfe einer mythischen Definition des Fremden (ξένίΌς xénios), die auf den „Zeus Xenios“ (Gott-Beschützer des Fremden) aus der Odyssee zurückgreift, unter dem Begriff Xenologie.
Duala-M'bedy ging es darum, eine Theorie des Fremden zu bewerkstelligen und anhand dieser universellen Kategorie einen Ausgleich zwischen den Erfahrungswelten zu erzielen.

„Im Mythos sind die Elemente der Xenologie inhärent. Durch dessen symbolische Bedeutung wird die Paradoxie der xenologischen Seinsstruktur aufgehoben, die einerseits konsubstantiell im Sein ist und sich zugleich nur innerhalb des menschlichen Bewusstseins manifestiert.“

Als Wissenschaft ist die Xenologie aus der Theorie des Nebenbewusstseins, als des Bewusstseins des Nebenmenschen, hervorgegangen. In seiner pervertierten Form wurde er im allgemeinen Rahmen der negativen Apperzeption der nichteuropäischen Völker in der Philosophie der Geschichte, als Fremder wahrgenommen. Im Unterschied zu einem reinen Differenzbegriff entwickelte sich innerhalb der Xenologie eine normative soziale Kategorie, welche die ganze Menschheit umfasst.

## Aufgabengebiete
- Die soziale Kompetenz komplexer Gesellschaftssysteme,
- Rehabilitierung der geschichtsphilosophisch negativ rezipierten Völker,
- Spezielle Soziologie der Dritten Welt,
- Soziologie der Weltgesellschaft,
- Theorie der internationalen Politik hinsichtlich der globalen Erweiterung des klassischen Begriffs der Politik.